# Jarenga
Jarenga (rus. Яренга) je rijeka u Ust-Vimskom rajonu Republike Komi i u Lenskom rajonu Arhangelske oblasti u Rusiji. To je desni pritok Vičegde. Rijeka je duga 281 km, s površinom porječja od 5140 km2. Glavni pritoci su Vežaj (lijevi) i Uktim (desni). Jarenga je glavna rijeka Lenskog rajona sjeverno od Vičegde i njeno porječje pokriva gotovo cijelo to područje.

## Porječje i tok rijeke
Izvor Jarenge nalazi se u blizini sela Vežajka u Republici Komi. Jarenga teče prema sjeverozapadu kroz prašumske borove i arišove šume, ulazi u Arhangelsku oblast, a u selu Jarenga skreće prema jugozapadu. U selu Ust-Očeja, gdje s lijeve strane prihvaća Očeju, skreće prema jugoistoku. Jarensk se nalazi na lijevoj obali, otprilike 3 km od riječnog toka. Jarenga se ulijeva u Vičegdu oko 5 km nizvodno od Jarenska.
Poznata je po svojim brojnim brzacima.

## Paleontologija
Fosili temnospondilnih vodozemaca Parotosuchus komiensis, Yarengia perplexa, Batrachosuchoides ochevi i Melanopelta antiqua pronađeni su u naslagama donjeg trijasa (gornjeg olenekija), u blizini ove rijeke.

## Vanjske poveznice
|  | Zajednički poslužitelj ima još gradiva o temi Jarenga |